# Jean-Christophe Gay
Pour les articles homonymes, voir Gay.
Jean-Christophe Gay, né le 12 juillet 1962 à Béziers, est un géographe français, agrégé de géographie, aujourd'hui professeur des universités à l'université Côte d'Azur. Il a proposé une grille de lecture inédite des limites et des discontinuités spatiales (auxquelles il consacre sa thèse et les travaux menant à l'habilitation à diriger des recherches) au travers du concept de « tomogenèse » qu'il a forgé. Il a également contribué au renouvellement de l'étude des outre-mers, en s'intéressant notamment à leur colonialité par une démarche comparative. Son intérêt pour les formes de dominations et de racisme social l'a également poussé à réfléchir à la question de la tourismophobie et au mépris de classe sous-jacent, dans le prolongement des travaux de l'équipe MIT (Mobilités, itinéraires, territoires), dont il a fait partie, et qui a renouvelé l'approche géographique du tourisme.
Impliqué dans les instances internationales, il est pendant cinq ans le Secrétaire général du jury qui décerne chaque année le prix Vautrin-Lud, parfois considéré comme le « prix Nobel de géographie ».

## Parcours professionnel

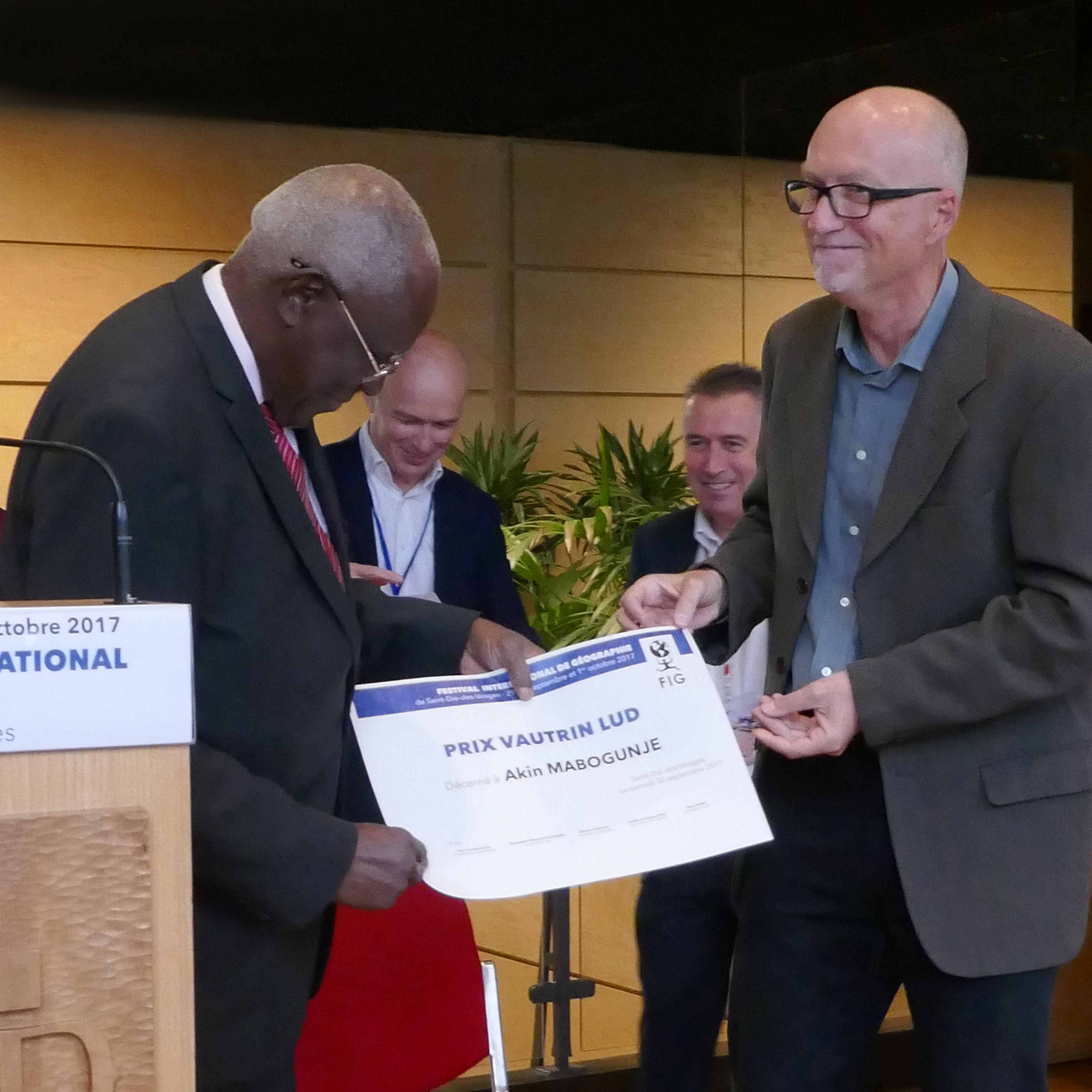
Jean-Christophe Gay remettant le prix Vautrin-Lud à Akin Mabogunje (2017).

Après des études de géographie à l'université Aix-Marseille-II et l’agrégation de géographie obtenue en 1987, il est détaché auprès de l’ORSTOM jusqu’en 1989 au sein de l’équipe scientifique et technique de l’Atlas de la Polynésie française à Tahiti. Il est maître de conférences à l’université de La Réunion de 1995 à 2000, puis professeur à l’université Montpellier-III de 2000 à 2006 et à l'Université Côte-d'Azur (ex université Nice-Sophia Antipolis) depuis 2006, au sein de l’IAE Nice depuis 2016. Il est détaché auprès de l’IRD à Nouméa de 2009 à 2012 pour codiriger l’Atlas de la Nouvelle-Calédonie (IRD-Congrès de la Nouvelle-Calédonie), pour lequel il reçoit en 2013 le prix du livre scientifique lors du 15e Salon du livre insulaire d’Ouessant et lauréat de la fondation Unice en 2014.
Succédant à Benoît Antheaume, Jean-Christophe Gay est pendant cinq ans (2014-2019) le Secrétaire général du jury du prix Vautrin-Lud décerné dans le cadre du Festival international de géographie (FIG). Considérée comme l'équivalent du « prix Nobel de géographie », c'est la plus haute récompense décernée au niveau international dans le champ de la géographie.
Il préside, de 2015 à 2020, le comité d'évaluation du GIP « CNRT Nickel et son environnement » en Nouvelle-Calédonie. Il est, depuis 2021, membre du comité scientifique de la Chaire Outre-mer de Sciences Po Paris.
Depuis cette date il est également le directeur scientifique de l'Institut du tourisme Côte d'Azur (ITCA). À ce titre, il est régulièrement sollicité par les médias qui s'interrogent sur l'avenir du tourisme, dans un contexte de dérèglement climatique et de prise de conscience des limites planétaires.

## Apports scientifiques

### Théorie du discontinu
Dans ses ouvrages Les Discontinuités spatiales (1995) et L’Homme et les limites (2016), il poursuit les recherches de Roger Brunet sur le sujet en montrant les processus à l’œuvre dans la formation des limites (tomogenèse), à toutes échelles géographiques, et en proposant un nouvel outil de compréhension de l’espace contemporain reposant sur les logiques d’appropriation, protection et d’organisation, ce qui fait de ce livre un « traité de tomotopie ». Il prolonge et enrichit les réflexions de Michel Lussault sur les compétences de franchissement, révélant que la société contemporaine est une société de la séparation et du franchissement et non de la continuité, de la fluidité et de la transparence prétendues.

### Colonialité de l'outre-mer
D’abord par le truchement de l’insularité, il va s’intéresser aux outre-mers, favorisé par la douzaine d’années d’affectation à La Réunion et dans les collectivités françaises du Pacifique. Dans le prolongement de la coordination sur place et de la codirection scientifique de l’Atlas de la Nouvelle-Calédonie, il publie un ouvrage intitulé La Nouvelle-Calédonie, un destin peu commun (2014), dans lequel il développe une démarche mettant en évidence, sur la longue durée, les mécanismes socio-spatiaux au cœur des questions d’inégalités, de disparités et de « rééquilibrage » de ce territoire. L’arrière-plan colonial très visible en Nouvelle-Calédonie, dans une dynamique d’autodétermination, l’a poussé à creuser la question pour l’ensemble de la France d’outre-mer, dans une réflexion qui s’attache à comprendre les relations asymétriques entre la Métropole et ses lointaines périphéries. Dans La France d’outre-mer. Terres éparses sociétés vivantes (2021), à travers les mutations spectaculaires et récentes qu’a connu l’outre-mer français sur les plans institutionnel, socio-économique ou démographique, l’auteur révèle les innovations sociales et le rôle de laboratoire joués par ses territoires qui permet d’apprécier sous un jour nouveau la République française,. Malgré ces évolutions, le legs colonial reste bien présent, comme le démontre le lexique sur l’outre-mer que Jean-Christophe Gay tente de déconstruire en montrant le caractère piégé des termes « outre-mer », « métropole », « ultramarin », « domtom » utilisés naïvement et qui rappellent toujours la domination d’un centre sur ses périphéries.

### Tourismophobie
De 1995 à 2011, au sein de l'équipe de recherche MIT (Mobilités, itinéraires, territoires), Jean-Christophe Gay participe à l'écriture de trois essais sur le tourisme :  Tourismes 1. Lieux communs (2002), Tourismes 2. Moments de lieux (2005) et Tourismes 3. La révolution durable (2011) qui ont apporté un regard nouveau sur le tourisme. Il s’est particulièrement intéressé, dans une approche géohistorique, à la diffusion du tourisme, notamment à la Côte d'Azur et à la notion de « Riviera ». Selon lui, au début du XXe siècle, « Côte d'Azur devient une marque », inaugurant ainsi « un processus concernant les littoraux français les plus touristiques ». Il montre que, dans l'entre-deux guerres, une nouvelle clientèle prend le relais et que « l'hivernant n'a plus le monopole de la Côte d’Azur ».
Jean-Christophe Gay explore également la dénaturation de l'espace engendrée par cette expansion : « les critiques sur la Côte d'Azur sont anciennes, remontant au XIXe siècle, mais l'urbanisation rapide et massive depuis l’après-guerre les a amplifiées ». Cependant son analyse reste optimiste. Selon lui cette longévité serait liée à la formidable « plasticité » d’une Côte d’Azur qui a su rendre son mythe inoxydable. Débuté dans Tourismes 1, sa réflexion sur la tourismophobie se prolonge aujourd’hui avec la question de la masse et la différenciation entre ceux qui s’autodésignent « voyageurs » et les touristes, des travaux qui font désormais référence.
En 2023, dans la Revue des Deux Mondes, il propose une synthèse sur la relation compliquée que la société entretient avec le tourisme.

## Sélection de publications
- Une bibliographie complète est consultable en ligne[1].

### Ouvrages
- Les discontinuités spatiales, coll. « Géopoche », Économica, Paris, 1995 (rééd. 2004)
- (Co-auteur) Tourismes 1. Lieux communs, Belin, Paris, 2002
- L’Outre-mer français en mouvement, Paris, La Documentation française, coll. « La Documentation photographique » no 8031, 2003.
- L’Outre-mer français. Un espace singulier, coll. « SupGéo », Belin, 2003 (rééd. 2008)
- (Co-auteur) Tourismes 2. Moments de lieux, Belin, 2005
- Les cocotiers de la France. Tourismes en outre-mer, coll. « SupTourisme », Paris, Belin, 2009
- (Co-auteur) Tourismes 3. La révolution durable, Belin, 2011
- (Codirection) Atlas de la Nouvelle-Calédonie, Marseille-Nouméa, IRD-Congrès de la Nouvelle-Calédonie, (J. Bonvallot, J.-C. Gay et E. Habert), 2012
- La Nouvelle-Calédonie, un destin peu commun, Marseille, IRD éditions, 2014, [lire en ligne].
- Le DVD des communes de la Nouvelle-Calédonie, Marseille, IRD éditions, 2014 (en collaboration avec C. Chauvin).
- L'Homme et les limites, Paris, Economica-Anthropos, 2016.
- Un Coin de paradis. Vacances et tourisme en Nouvelle-Calédonie, Musée de la ville de Nouméa, 2017, [lire en ligne]
- Tourisme et transport. Deux siècles d’interaction, Levallois-Perret, Bréal (en collaboration avec Véronique Mondou), 2017 (comptes-rendus de lecture par Émile Mérenne dans Belgeo, no 1, 2018, [lire en ligne] et par Laurent Tissot dans Traverse, no 3, 2020)
- Les Outre-mers européens, Paris, La Documentation française, coll. «La Documentation photographique» n° 8123, 2018
- La France d’outre-mer. Terres éparses, sociétés vivantes, Paris, Armand Colin, 2021, 285 p.  (ISBN 978-2-200-629-18-2) (interview en ligne[17])
- Le tourisme en France, 1 & 2, Londres, ISTE (en collaboration avec Philippe Violier, Philippe Duhamel, Véronique Mondou), 2021, 288 p. et 232 p.  (ISBN 978-1-78405-781-7) et  (ISBN 978-1-78405-782-4)
- Tourismophobie. Du "tourisme de masse" au "surtourisme", ISTE Éditions, 2024, 194 p. 196 p.  (ISBN 9781836120025)

### Chapitres d'ouvrage et articles majeurs
- « La distance et la promotion d'un produit touristique insulaire : le cas de Tahiti et ses îles », L'Espace géographique, 1990, n° 2, p. 149-157
- « L'espace discontinu de Marcel Proust », Géographie et cultures, 1993, no 6, p. 35-50
- « Vitesse et regard », Géographie et cultures, 1993, n° 8, p. 33-50
- « Le tourisme en Polynésie française », Annales de géographie, 1994, no 577, p. 276-292
- « Le sport : une mise en limites de l'activité physique », L'Espace géographique, tome 26, no 4, 1997, p. 327-340
- « Nécessité fait loi [Le développement touristique de la principauté de Monaco] », L'Espace géographique, tome 27, no 2, 1998, p. 169-182
- « L'île-hôtel, symbole du tourisme maldivien », Cahiers d'Outre-Mer, 2001, no 213, p. 26-52
- « Tourisme, politique et environnement aux Seychelles », Revue Tiers Monde, 2004/2, no 178
- « Sur les pistes de la mondialisation », M@ppemonde, 2006, no 82
- « Tourisme, interfaces et discontinuités » in Pagney Bénito-Espinal F. (dir.), Les Interfaces. Ruptures, transitions et mutations, Pessac, Presses universitaires de Bordeaux, coll. « Espaces tropicaux », no 19, 2009, p. 151-156.
- « L’Outre-mer français : son territoire, ses populations », Regards sur l’actualité, La Documentation française, 2009, no 355 (L’Outre-mer français : où en sommes-nous ?), p. 17-24.
- (Chapitre) « Les piètres performances du tourisme en France d’outre-mer », in J.-P. Lemasson et P. Violier (dir.), Destinations et territoires. Volume 1 : Coprésence à l’œuvre, 2009, p. 153-167, Montréal-Québec, Téoros-Presses de l’université du Québec.
- « Les métamorphoses de la France d’outre-mer », Universalia, Encyclopaedia Universalis/Encyclopaedia Britannica, Paris-Chicago, 2010, p. 116-125.
- (en) « Why is tourism doing poorly in Overseas France? », Annals of Tourism Research, 2012, vol. 39, n° 3, p. 1634-1652.
- « Les îles du Pacifique dans le monde du tourisme », Hermès, 2013/1 (no 65)
- « Les traversées du quotidien », 2013, article en ligne (site Espacestemps.net)
- « Le réchauffement climatique: l’instrumentalisation des îles », L'Espace géographique, 2014/1, tome 43
- « Le tourisme par la géographie », L'Espace géographique, 2018, no 2, p. 97-101, [lire en ligne]
- « Les logiques de la diffusion du tourisme dans le monde : une approche géohistorique », L'Espace géographique, 2018, no 2, p. 102-120 (en collaboration avec J.-M. Decroly), [lire en ligne]
- « Débat : Comment décoloniser le lexique sur l’« outre-mer » ? », The Conversation, 9 octobre 2022, [lire en ligne]